# Oscar Eberle (1842-1901)
Carl Wilhelm Oskar (Oscar) Eberle, (Crossen an der Oder, 10 september 1842 – Rotterdam, 8 december 1901) was een Nederlands cellist van Duitse komaf.
Hij was zoon van Gotfried Wilhelm George Eberlé en Pauline Parisienne Nessler. Hijzelf was getrouwd met Alwina Alice Anna Stambeke. De zoon Emil Eberle (Carl Emil Wilhelm) werd pianist en pianodocent in Rotterdam, zoon Carl (Alfred Paul Carl) werd kunstenaar met invloeden van Gustav Klimt, zoon Oscar werd eveneens cellist en trouwde met violiste Fieta Dermout en zoon Eugen Hugo Eugen werd vioolbouwer (violen voor kleine handen). Dochter Amanda was enige tijd zangeres. Hij werd begraven op Algemene Begraafplaats Crooswijk, alwaar leerlingen een gedenkteken op zijn graf lieten plaatsen met de tekst Den vereerden kunstenaar Oscar Eberlé, 5 juni 1841-8 december 1901 met daaronder twee regels uit het Adagio van Woldemar Bargiel, zijn lievelingslied.
Hij kreeg zijn muziekopleiding van zijn vader, die stadsmuziekdirecteur was, en kon al snel aan het werk in het orkest van Benjamin Bilse uit Liegnitz. Hij was eerst cellist en promoveerde tot solocellist. Hij studeerde verder en trok naar Dresden. Aldaar studeerde hij bij Friedrich Grützmacher. Na twee jaar studie vertrok hij naar Hamburg, maar vond er geen werk. Hij trok door naar Rotterdam, om er cellist te worden bij de Hoogduitsche opera. In 1867 werd hij docent aan de Rotterdamse Muziekschool en bleef daar nog lange tijd les geven. Daarnaast had hij een loopbaan als solocellist en speler in het Rotterdams strijkkwartet.
Hij was erelid van de Maatschappij tot Bevordering der Toonkunst afdeling Rotterdam en van het Leidse studentenmuziekkorps Sempre Crescendo. Onder zijn leerlingen bevinden zich Isaac Mossel, Antoon Bouman, Govert Dorrenboom etc.